# 永遠的好朋友
〈永遠的好朋友〉（英語："Best Friends Forever"）是《南方四賤客》第九季的第四集，在2005年3月30日首播。這集描述特麗·夏沃的安樂死案件，而贏得了2005年的艾美獎。

## 情節
肯尼·麦克康米克是鎮上第一個拿到PSP（PlayStation Portable）的人，並從此不停的玩。卡特曼則因為太晚到商店而沒买到所以羨慕著阿尼。阿尼玩《天堂 vs. 地獄》的遊戲，並玩到了第60級，但是他卻被冰淇淋車撞到而死亡了。
到天堂後，肯尼得知上帝創造了PSP來尋找可以為祂打倒來自地獄的撒旦軍團的人，天使稱可以用PSP命令他的軍團對抗撒旦的力量的人為“我們的基努·李維”（劇情類似電影《駭客帝國》）。阿尼同意接受挑戰，這時他卻被醫生救回來。因為他已經死亡一天，而受到永久性的腦部損傷，造成他不能談話或溝通，必須用進食管維持生命。律師閱讀了阿尼的遺願，其中一條是將PSP送給卡特曼（出於憐憫），而斯坦和凯尔則得到其他阿尼的物品。遺願讀到一半被中斷，因為阿尼仍然活著。律師提到了關於阿尼如果變成植物人的願望，但因為最後一頁不見了，而無法知道他的願望。
撒旦軍隊開始逼近，天使需要阿尼死亡以操控PSP对抗撒旦军队。同時，卡特曼為了在阿尼死後可以拿到他的PSP而聲稱他是阿尼的“永遠的好朋友”，而到科羅拉多州最高法院上拿出其中一半的BFF項鍊(声称意为“Best friend forever”，意即“永远的好朋友”)，卡特曼因此拿到了拔除餵食管的權力，並且在阿尼身上找到了另一個BFF項鍊。得知此事的斯坦和凯尔，和阿尼的父母和其他支持者，發動一場媒體戰，希望將進食管插回去，讓阿尼繼續活著。而卡特曼和他的支持者的利用“永遠的好朋友”權力，使阿尼的進食管繼續拔除。同時撒旦的手下利用共和黨官員命令插回進食管。
經過長期的媒体宣传，雙方人馬在阿尼的醫院示威時，阿尼的律師找到了最後一頁，而阿尼的願望是，如果他變成植物人的話，“拜託，看在上帝的份上...别让大家在电视上看到我这个样子。”他们才发现彼此都没能遵守阿尼的愿望。凯尔意識到他們不應該使這一問題上電視，並提出結論，告訴卡特曼他是“正確的，虽然出於錯誤的理由”（因為他想得到阿尼的PSP ），而他和斯坦是“錯誤的，但出於正確的理由”（因為他們才是真正愛他人）。在醫院房間的人都悄悄地離開，讓阿尼安詳的死。返回天堂的阿尼利用黃金的PSP本指揮天使們战胜了兵力占绝对优势的撒旦部队。戰鬥結束後撒旦很震驚被打敗，然後殺了他的手下，而阿尼拿到天使給他的黃金基努·李維雕像。

## 得獎
這集拿到了艾美獎的片長在一小時以內的傑出動畫獎，這是《南方四賤客》第一次擊敗其他動畫得獎。